# Vilém I. Hesenský
Vilém I. Hesenský (německy Wilhelm I., Kurfürst von Hessen, 3. června 1743 Kassel – 27. února 1821 tamtéž) byl první (a zároveň poslední) kurfiřt hesenský, nejstarší přeživší syn lankraběte Fridricha II. Hesensko-Kasselského a jeho manželky Marie Hannoverské, dcery anglického krále Jiřího II. z hannoverské dynastie.

## Život

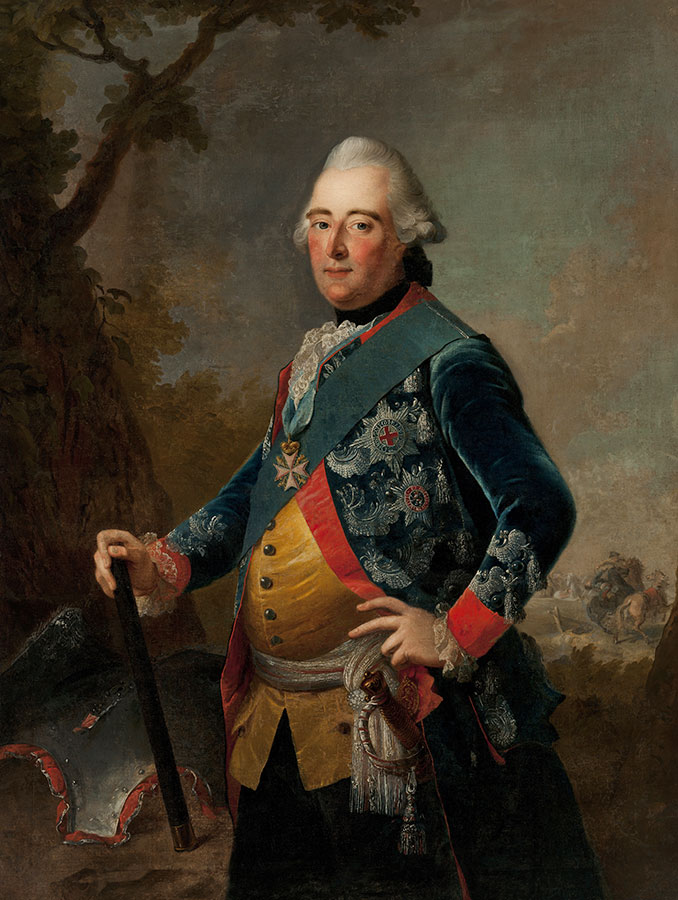
Vilémův otec Fridrich II.

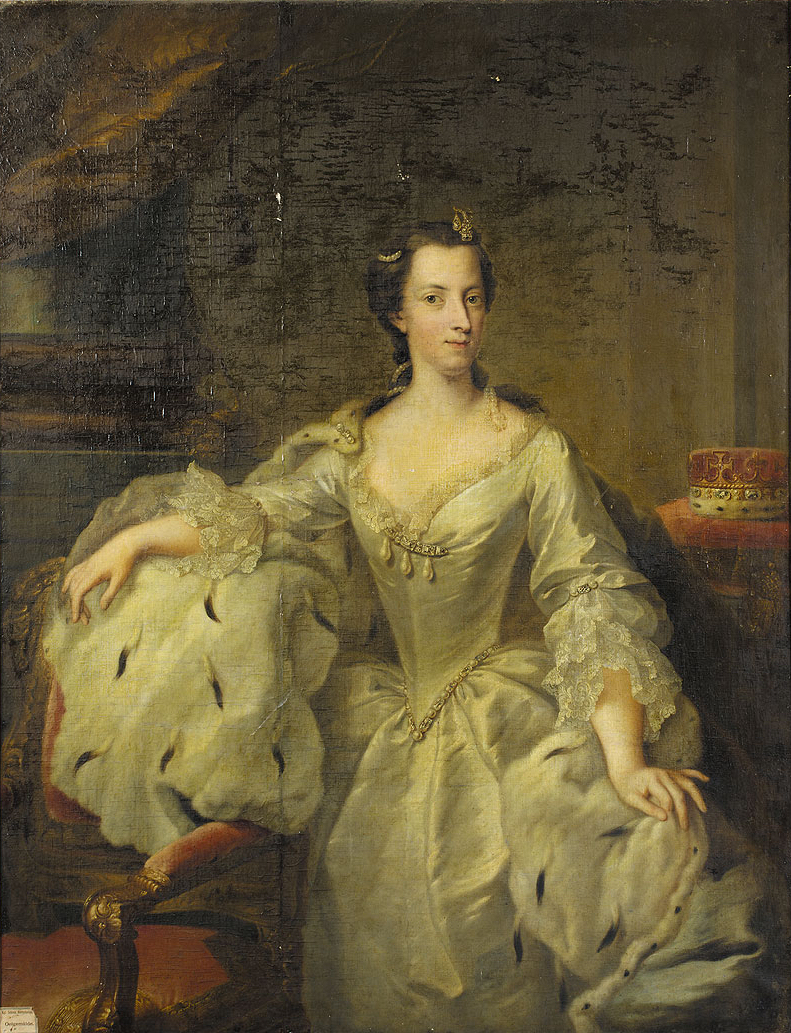
Vilémova Matka Marie

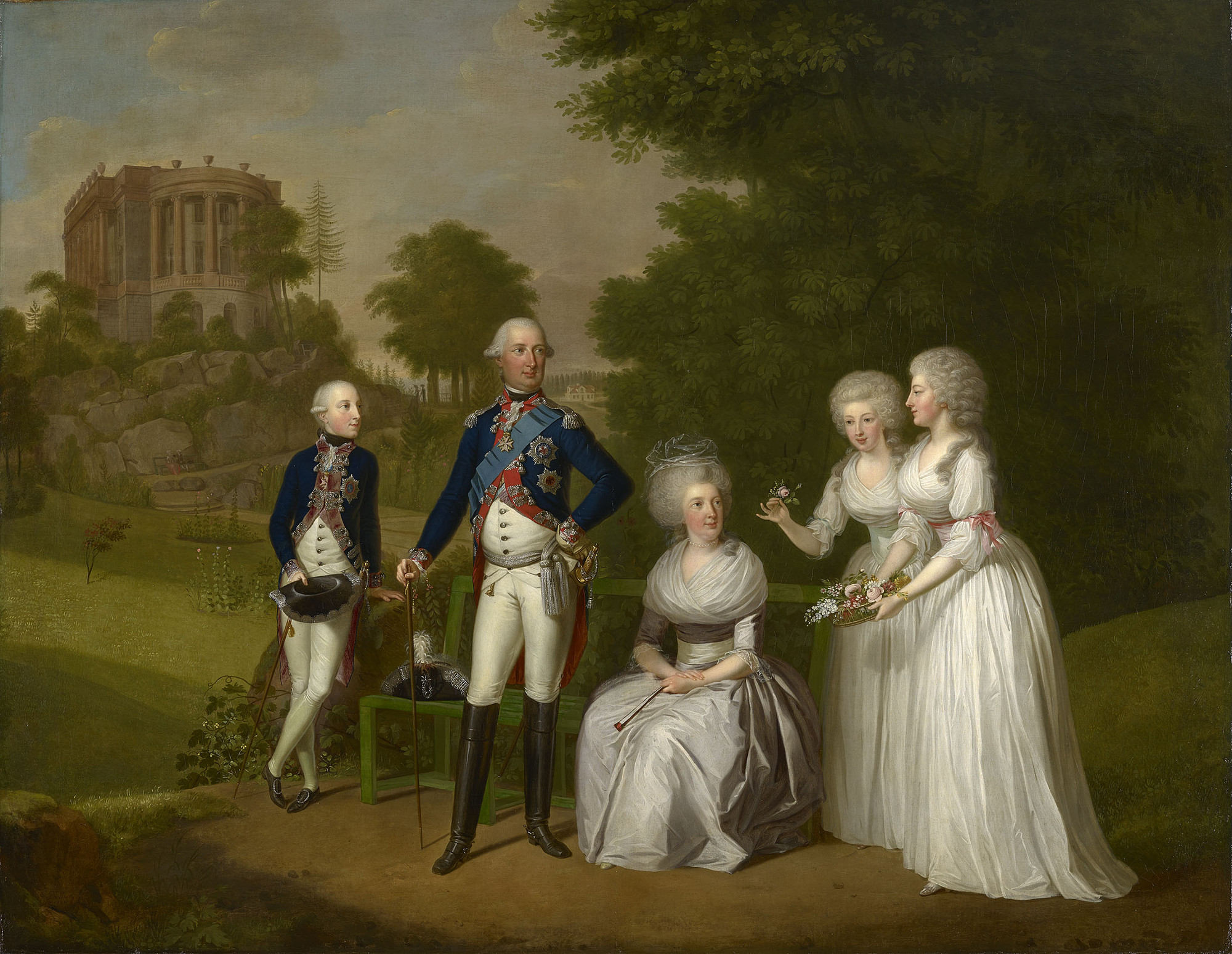
Vilém I. se svou manželkou a přeživšími dětmi

Vilém se narodil v Kasselu v severním Hesensku roku 1743. Jeho otec, tehdy dědičný princ (Erbprinz) Fridrich II., roku 1747 opustil rodinu, především kvůli sporům s manželkou, a tajně konvertoval ke katolicismu. Roku 1755 nechal své manželství s Marií rozvést. Sama Marie by bývala o vše přišla, nebýt zásahu Fridrichova otce, lankraběte Viléma VIII. Hesensko-Kasselského, který se rozhodl dát bývalé manželce jeho syna k dispozici nově nabyté hrabství Hanau. Zde po několik let žila Marie i se svými třemi syny. Od roku 1747 žili převážně z finanční podpory protestantských příbuzných a později se přestěhovali k dánskému královskému dvoru do Kodaně. Tam Marie žila se svojí sestrou královnou Luisou Hannoverskou, která se o Mariiny syny z velké části starala, dokud roku 1751 nezemřela. Sám Fridrich II. se později znovu oženil, tentokrát s o mnoho let mladší Filipínou Braniborsko-Schwedtskou.
Dne 1. září 1764 si Vilém vzal svoji sestřenici Karolinu Vilemínu Dánskou (též uváděna jako Vilemína Karolina nebo Karolína Vilemína). Karolina Vilemína (1747-1820) byla druhou přeživší dcerou dánského krále Frederika V. Svatba se konala na zámku Christiansborg. Následně spolu žili převážně v Dánsku. Až roku 1758 se manželé přestěhovali do Kasselu, především kvůli tomu, že Vilém byl jako dědičný princ následníkem svého otce lankraběte hesensko-kasselského. Sám Vilém byl jediný ze tří sourozenců, kteří se do Hesenska vrátili; Karel zůstal v Dánsku a oženil se s Luisou Dánskou a Norskou, zatímco Fridrich se oženil s Karolinou Nasavsko-Usingenskou.

### Vláda

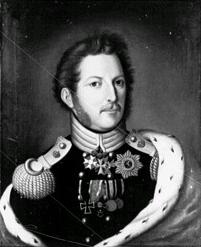
Vilémův nástupce; syn Vilém II.

Po smrti otce Fridricha se dědičný princ dne 31. října 1785 stal Vilémem IX., hesensko-kasselským lankrabětem. Zdědil tak jednu z nejvýnosnějších oblastí té doby v Evropě. Pro správu rozsáhlého majetku potřeboval Vilém pomoc zkušeného muže, proto si za tím účelem najal frankfurtského finančníka Mayera Amschela Rothschilda. Již od roku 1769 dohlížel Rothschild nad daňovými výdaji země. Stal se velmi bohatým a později založil známou finančnickou rodinu Rothschildů.
Během napoleonských válek využíval Vilém Rothschilda k ukrývání bohatství ve Frankfurtu před Napoleonem. Jako splátku Vilémových poválečných dluhů obdržel tyto peníze posléze bankéř Nathan Mayer Rothschild z Londýna.
Roku 1803 bylo Hesensko-Kasselsko povýšeno na kurfiřtství a z Viléma IX. Hesensko-Kasselského se stal Vilém I., kurfiřt hesenský. Roku 1806 bylo Hesenské kurfiřtství francouzským císařem Napoleonem připojeno k nově vytvořenému Vestfálskému království, kde vládl jeho bratr Jérôme Bonaparte. Vilém byl nucen i se svojí rodinou uprchnout do exilu do Dánska. Zde žil do doby, než byli Francouzi z Německa úplně vyhnání. To bylo krátce po bitvě národů u Lipska roku 1813.
Vilém I. Hesenský vládl až do roku 1821, kdy v Kasselu zemřel. Následníkem se stal jeho jediný syn Vilém II.

## Manželství a potomci
Manželství Viléma I. a Karoliny Vilemíny nebylo příliš šťastné, už proto, že Vilém si udržoval velké množství milenek, se kterými dohromady zplodil přes patnáct nemanželských dětí. Legitimní děti měl pouze tři (čtvrté zemřelo v dětském věku)
- Marie Bedřiška Hesensko-Kasselská (14. září 1768 – 17. dubna 1839), ⚭ 1794 Alexius Fridrich Kristián Anhaltsko-Bernburský (12. června 1767 – 24. března 1834), rozvod roku 1817
- Karolína Amálie Hesensko-Kasselská (11. července 1771 – 22. února 1848), ⚭ 1802 Augustus Sasko-Gothajsko-Altenburský (23. listopadu 1772 – 17. května 1822), vévoda sasko-gothajsko-altenburský
- Fridrich (8. srpna 1772 – 20. července 1784)
- Vilém II. Hesenský (28. července 1777 – 20. listopadu 1847), předposlední hesenský kurfiřt,
⚭ 1797 Augusta Pruská (1. května 1780 – 19. února 1841)
⚭ 1841 Emílie Ortlöppová (13. května 1791 – 12. února 1843), morganatický sňatek
⚭ 1843 Karolína z Berlepsch (9. ledna 1820 – 21. února 1877), morganatický sňatek

Vilém měl mnoho milenek, ale nejznámější jsou tři z nich, se kterými zplodil děti; Charlotte Christine Buissine, Rosa Dorothea Ritter, se kterou měl syna a budoucího generála Julia von Haynau, a Karoline von Schlotheim. Dětem, které zplodil s Charlotte rozdělil panství Heimrod, dětí s Rosou pak získaly hrabství Haynau a potomci s Karolinou von Schlotheim získaly Hessenstein.

## Vývod z předků
|                   |                                    |  |                                     |                                                              |  |  |  |  |  |  |  | Vilém VI. Hesensko-Kasselský |
|                   |                                    |  |                                     |                                                              |  |  |  |  |  |  |  |                              |
|                   | Karel I. Hesensko-Kasselský        |  |                                     |                                                              |  |  |  |  |  |  |  |                              |
|                   |                                    |  |                                     |                                                              |  |  |  |  |  |  |  |                              |
|                   |                                    |  |                                     | Hedvika Žofie Braniborská                                    |  |  |  |  |  |  |  |                              |
|                   |                                    |  |                                     |                                                              |  |  |  |  |  |  |  |                              |
|                   | Vilém VIII. Hesensko-Kasselský     |  |                                     |                                                              |  |  |  |  |  |  |  |                              |
|                   |                                    |  |                                     |                                                              |  |  |  |  |  |  |  |                              |
|                   |                                    |  |                                     | Jakub Kettler                                                |  |  |  |  |  |  |  |                              |
|                   |                                    |  |                                     |                                                              |  |  |  |  |  |  |  |                              |
|                   | Marie Amálie Kuronská              |  |                                     |                                                              |  |  |  |  |  |  |  |                              |
|                   |                                    |  |                                     |                                                              |  |  |  |  |  |  |  |                              |
|                   |                                    |  |                                     | Luisa Šarlota Braniborská                                    |  |  |  |  |  |  |  |                              |
|                   |                                    |  |                                     |                                                              |  |  |  |  |  |  |  |                              |
|                   | Fridrich II. Hesensko-Kasselský    |  |                                     |                                                              |  |  |  |  |  |  |  |                              |
|                   |                                    |  |                                     |                                                              |  |  |  |  |  |  |  |                              |
|                   |                                    |  |                                     | Mořic Sasko-Zeitzský                                         |  |  |  |  |  |  |  |                              |
|                   |                                    |  |                                     |                                                              |  |  |  |  |  |  |  |                              |
|                   | Mořic Vilém Sasko-Zeitzský         |  |                                     |                                                              |  |  |  |  |  |  |  |                              |
|                   |                                    |  |                                     |                                                              |  |  |  |  |  |  |  |                              |
|                   |                                    |  |                                     | Dorotea Marie Sasko-Výmarská                                 |  |  |  |  |  |  |  |                              |
|                   |                                    |  |                                     |                                                              |  |  |  |  |  |  |  |                              |
|                   | Dorotea Vilemína Sasko-Zeitzská    |  |                                     |                                                              |  |  |  |  |  |  |  |                              |
|                   |                                    |  |                                     |                                                              |  |  |  |  |  |  |  |                              |
|                   |                                    |  |                                     | Fridrich Vilém I. Braniborský                                |  |  |  |  |  |  |  |                              |
|                   |                                    |  |                                     |                                                              |  |  |  |  |  |  |  |                              |
|                   | Marie Amálie Braniborská           |  |                                     |                                                              |  |  |  |  |  |  |  |                              |
|                   |                                    |  |                                     |                                                              |  |  |  |  |  |  |  |                              |
|                   |                                    |  |                                     | Žofie Dorotea Šlesvicko-Holštýnsko-Sonderbursko-Glücksburská |  |  |  |  |  |  |  |                              |
|                   |                                    |  |                                     |                                                              |  |  |  |  |  |  |  |                              |
| Vilém I. Hesenský |                                    |  |                                     |                                                              |  |  |  |  |  |  |  |                              |
|                   |                                    |  |                                     |                                                              |  |  |  |  |  |  |  |                              |
|                   |                                    |  | Arnošt August Brunšvicko-Lüneburský |                                                              |  |  |  |  |  |  |  |                              |
|                   |                                    |  |                                     |                                                              |  |  |  |  |  |  |  |                              |
|                   | Jiří I.                            |  |                                     |                                                              |  |  |  |  |  |  |  |                              |
|                   |                                    |  |                                     |                                                              |  |  |  |  |  |  |  |                              |
|                   |                                    |  |                                     | Žofie Hannoverská                                            |  |  |  |  |  |  |  |                              |
|                   |                                    |  |                                     |                                                              |  |  |  |  |  |  |  |                              |
|                   | Jiří II.                           |  |                                     |                                                              |  |  |  |  |  |  |  |                              |
|                   |                                    |  |                                     |                                                              |  |  |  |  |  |  |  |                              |
|                   |                                    |  |                                     | Jiří Vilém Brunšvicko-Lüneburský                             |  |  |  |  |  |  |  |                              |
|                   |                                    |  |                                     |                                                              |  |  |  |  |  |  |  |                              |
|                   | Žofie Dorotea z Celle              |  |                                     |                                                              |  |  |  |  |  |  |  |                              |
|                   |                                    |  |                                     |                                                              |  |  |  |  |  |  |  |                              |
|                   |                                    |  |                                     | Éléonore Desmier d'Olbreuse                                  |  |  |  |  |  |  |  |                              |
|                   |                                    |  |                                     |                                                              |  |  |  |  |  |  |  |                              |
|                   | Marie Hannoverská                  |  |                                     |                                                              |  |  |  |  |  |  |  |                              |
|                   |                                    |  |                                     |                                                              |  |  |  |  |  |  |  |                              |
|                   |                                    |  |                                     | Albrecht II. Braniborsko-Ansbašský                           |  |  |  |  |  |  |  |                              |
|                   |                                    |  |                                     |                                                              |  |  |  |  |  |  |  |                              |
|                   | Jan Fridrich Braniborsko-Ansbašský |  |                                     |                                                              |  |  |  |  |  |  |  |                              |
|                   |                                    |  |                                     |                                                              |  |  |  |  |  |  |  |                              |
|                   |                                    |  |                                     | Žofie Markéta Oettingenská                                   |  |  |  |  |  |  |  |                              |
|                   |                                    |  |                                     |                                                              |  |  |  |  |  |  |  |                              |
|                   | Karolina z Ansbachu                |  |                                     |                                                              |  |  |  |  |  |  |  |                              |
|                   |                                    |  |                                     |                                                              |  |  |  |  |  |  |  |                              |
|                   |                                    |  |                                     | Jan Jiří I. Sasko-Eisenašský                                 |  |  |  |  |  |  |  |                              |
|                   |                                    |  |                                     |                                                              |  |  |  |  |  |  |  |                              |
|                   | Eleonora Sasko-Eisenašská          |  |                                     |                                                              |  |  |  |  |  |  |  |                              |
|                   |                                    |  |                                     |                                                              |  |  |  |  |  |  |  |                              |
|                   |                                    |  |                                     | Johana Saynsko-Wittgensteinská                               |  |  |  |  |  |  |  |                              |
|                   |                                    |  |                                     |                                                              |  |  |  |  |  |  |  |                              |